# Manden med de ni Fingre I
Manden med de ni Fingre I, noto anche come The man with the missing finger I: The murder in the Villa Falcon, è un cortometraggio del 1915, diretto da A. W. Sandberg. 

## Trama
L'investigatore della polizia Sylvester Jackson ed il suo aiutante George Warren sono all'inseguimento di un uomo, che riesce a far perdere le proprie tracce. In seguito l'uomo attrae con degli stratagemmi all'interno di Villa Falcon i due investigatori, ciascuno ignaro della presenza dell'altro, che vengono catturati, legati e imbavagliati in stanze diverse. L'uomo si è fatto recapitare dal complice Jim Harris una bomba ad orologeria, che viene innescata. Ma Jackson riesce a dare un segnale ad una squadra di poliziotti cui aveva prudentemente detto di seguirlo, e i due malviventi vengono catturati. Ma all'interno della villa, con la bomba, è rimasto Warren: quest'ultimo riesce però a segnalare la propria presenza, e la bomba viene all'ultimo momento gettata dalla finestra nel giardino, dove esplode senza recare danni. I due investigatori poi appurano l'identità dell'uomo, sfilandogli un guanto: è un uomo con solo 9 dita nelle mani, evidentemente la persona che cercavano.